# 47650 Tuthill
47650 Tuthill è un asteroide della fascia principale. Scoperto nel 2000, presenta un'orbita caratterizzata da un semiasse maggiore pari a 2,8581881 au e da un'eccentricità di 0,0657135, inclinata di 6,20009° rispetto all'eclittica.